# جوزيف وايتهيد (سياسي)
جوزيف وايتهيد هو سياسي كندي، ولد في 1814 في المملكة المتحدة، وتوفي في 12 مارس 1894. حزبياً، نشط في الحزب الليبرالي الكندي. وقد انتخب عضو مجلس العموم الكندي.